# VW EA111
Die Motoren-Baureihe EA111 (EA = Entwicklungsauftrag) waren in Chemnitz und Salzgitter gebaute wassergekühlte Drei- und Vierzylinder-Reihenmotoren des Volkswagen-Konzerns. Sie ist die Motorenreihe der „kleinen Reihenmotoren“ und wurde zwischen 1985 und 2015 zunächst in den VW-Modellen Polo und Golf, später auch im Lupo, Touran, Caddy, Scirocco und Passat sowie seit den 1990er Jahren auch in den Modellen der Konzernmarken Seat, Škoda und Audi verwendet.
Charakteristisch für den EA111 ist der Zylinderabstand von 82 mm.

## Beschreibung
Die Baureihe EA111 ist wegen der vielen Überarbeitungen im Laufe der Zeit sehr vielfältig, es gab sie mit Vergasern, später Einspritzanlage mit geregeltem Katalysator, verschiedenen Hubräumen, Vierventiltechnik, Rollenschlepphebel, Benzindirekteinspritzung mit Schichtladung, zuerst Zahnriemen, später Steuerkette.
Ab 2005 wurden einige Varianten mit Aufladung versehen und von Volkswagen als TSI bezeichnet. Diese Motoren hatten erhebliche Probleme mit der Standfestigkeit der Steuerkette.

### Vierzylinder
Die ersten Motoren hatten eine Zylinderbohrung von 75 mm und einen Hub von 59 bzw. 72 mm, woraus sich ein Hubraum von 1043 oder 1272 cm³ ergibt, die Bohrung wurde 1992 auf 76,5 mm vergrößert, mit einem Hubraum von 1390 oder 1598 cm³.
1996 erschien eine Variante mit einer Bohrung von nur 67,1 mm mit 999 cm³ Hubraum.
2009 wurde der 1.2 TSI mit einer Bohrung von 71,0 mm und einem Hubraum von 1197 cm³ eingeführt.
Der bekannteste Motor ist wohl der ab 2005 produzierte 1.4 TSI mit einem Hubraum von 1390 cm³.

### Dreizylinder
Diese Variante, die von 2001 bis 2014 produziert wurde, ist eine Variante des 1,2-Liter-Motors mit drei Zylindern und einem Hubraum von 1198 cm³.

## Geschichte
Der EA111 ging im August 1985 aus dem weitgehend baugleichen EA801 hervor, der 1974 im VW Scirocco I und VW Golf I mit 1092 cm³ und ein Jahr später im VW Polo I mit 895 cm³ erschien. Die Gemeinsamkeiten beider Motoren-Baureihen bestanden in einem Zahnriementrieb, der durch eine exzentrisch drehbar gelagerte Wasserpumpe gespannt wird, sowie der obenliegenden Nockenwelle, die den Zündverteiler direkt antreibt. Während der Ventiltrieb des EA801 die Ventile mit einstellbarem Ventilspiel über Schlepphebel betätigte, hatte der EA111 Tassenstößel mit automatischem Ventilspielausgleich.
Ab 1987 gab es erste Varianten mit Saugrohreinspritzung und Scrollkompressor, die im Polo 1.3 G40 eine Leistung von 85 kW erreichten.
1990 verdrängten die elektronischen Einspritzanlagen die bis dahin gängigen Vergaser.
Ein Jahr nach Markteinführung des Golf III wurde 1992 ein 1,6-Liter-Motor mit 55 kW und einer von 75,0 mm auf 76,5 mm vergrößerten Zylinderbohrung vorgestellt. Diese konstruktive Änderung wurde erst 1995 auf den kleineren 1,4-Liter-Motor übertragen. In der Zwischenzeit gab es sowohl 1,4-Liter-Motoren mit dem alten Maß von 75,0 mm als auch 1,3-Liter-Motoren mit dem neuen Maß von 76,5 mm.
1996 wurde beim Polo III 1.4 16V mit 74 kW die Vierventiltechnik eingeführt. Bei dieser Variante wurde der Zahnriemen über eine Spannrolle gespannt statt wie bisher über eine drehbar gelagerte Wasserpumpe. Ebenfalls beim Polo III wurde der 1,0-Liter-Motor mit 37 kW vorgestellt.
Ende 1997 wurden mit Markteinführung des Golf IV 1.4 mit 55 kW und 1998 beim Polo III 1.6 GTI mit 88 kW die Rollenschlepphebel eingeführt.
2000 wurde beim Lupo 1.4 FSI mit 77 kW die Benzindirekteinspritzung mit Schichtladung vorgestellt. Ein Jahr später kam der Golf IV 1.6 FSI mit 81 kW auf den Markt.
Im November 2001 erschienen mit Markteinführung des Polo IV zwei 1,2-Liter-Dreizylindermotoren, sowohl in Zweiventiltechnik mit 40 kW als auch in Vierventiltechnik mit 47 kW.
2003 wurden zur Markteinführung des Touran und Golf V bei einzelnen Motoren der Nockenwellenantrieb von Zahnriemen auf Steuerkette umgestellt.
Ende 2005 erschien im Golf V der 1.4 TSI mit 125 kW mit Doppelaufladung durch Kompressor und Turbolader, Ladeluftkühlung und Benzindirekteinspritzung.
Ende 2009 erschien beim Polo V und Golf VI der 1.2 TSI mit 77 kW, ein Vierzylindermotor in Zweiventiltechnik mit Turbolader und Benzindirekteinspritzung.
2010 war der Polo als 1.4 BiFuel mit 63 kW serienmäßig auch mit Autogas-Anlage bestellbar. Ab 2011 als 1.6 BiFuel.
Von 2010 bis 2014 war der im Audi A1 eingebaute 1.4 TFSI mit 136 kW der stärkste serienmäßig verfügbare EA111.

## EA111 in der DDR
1982 nahm Gerhard Beil, damaliger Staatssekretär im DDR-Außenhandelsministerium, mit Carl H. Hahn, dem Vorstandsvorsitzenden der Volkswagen AG, Verhandlungen über die Lizenz für den EA111 inklusive kompletter Fertigungseinrichtung auf. 1984 wurde der Vertrag abgeschlossen, 1988 wurde die Fertigungsanlage bei Chemnitz von VW an das IFA-Kombinat übergeben. Für die Pkw Wartburg 1.3 und Trabant 1.1 sowie den Kleintransporter Barkas B 1000-1 wurden ab 1988 komplette Vierzylindermotoren gefertigt, ab 1989 wurden zusätzlich Rumpfmotoren (Motoren ohne Anbauteile wie Saugrohr, Abgaskrümmer, Zündverteiler, aber mit Zylinderkopf) für Volkswagen hergestellt, innerhalb von fünf Jahren sollten 500.000 EA111 für Volkswagen hergestellt werden.

Die drei in der DDR verbauten Motorenvarianten
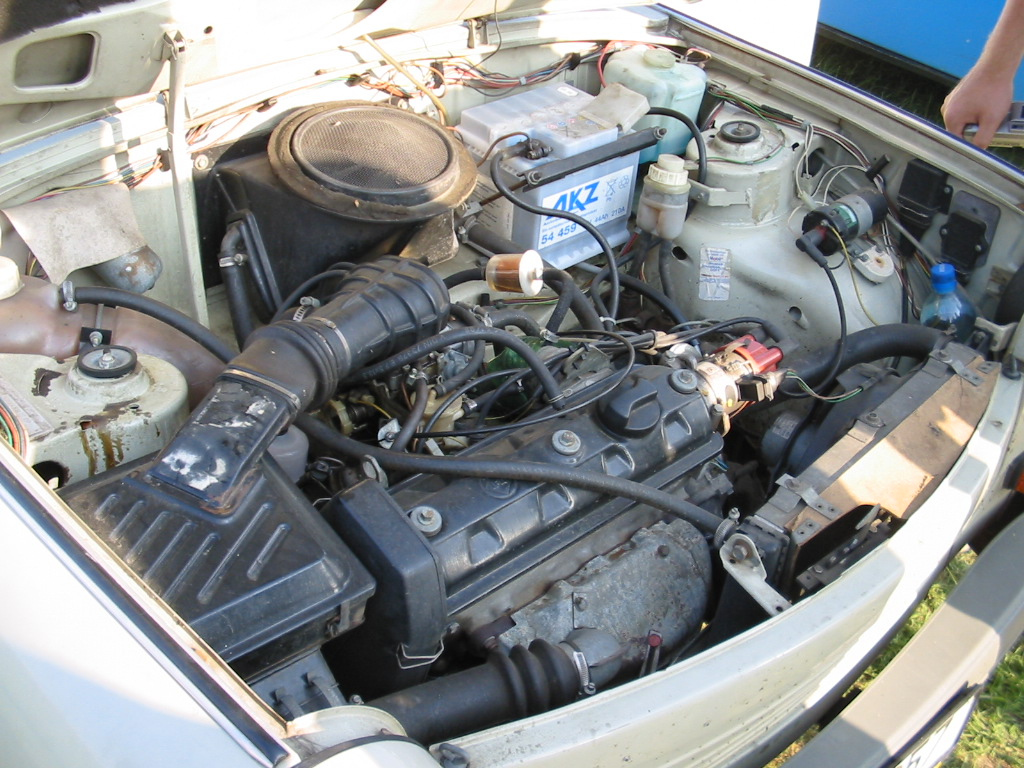
1,1-Liter-Motor BM820[14] im Trabant 1.1 (quer)
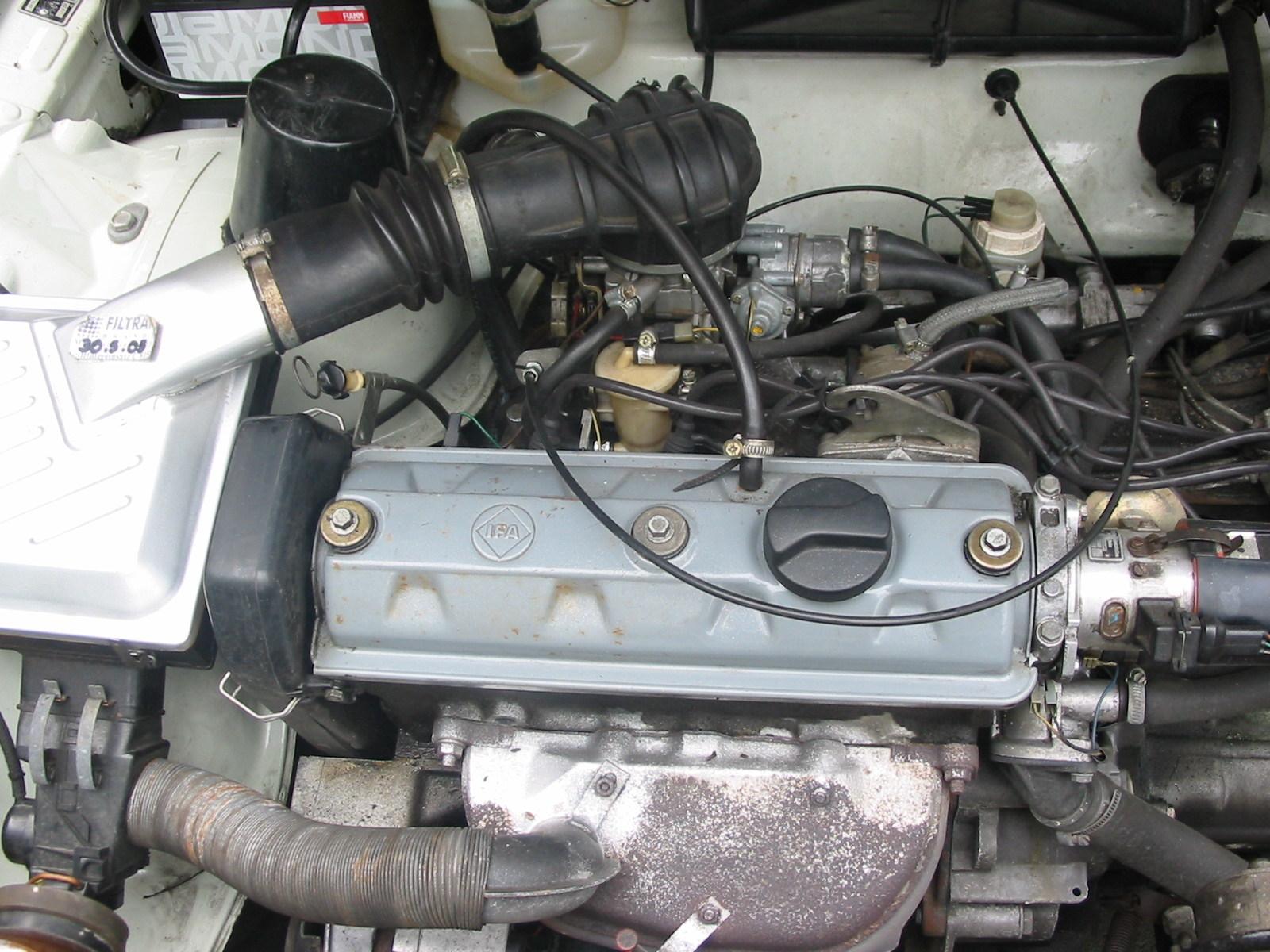
1,3-Liter-Motor BM860[14] im Wartburg 1.3 (quer)
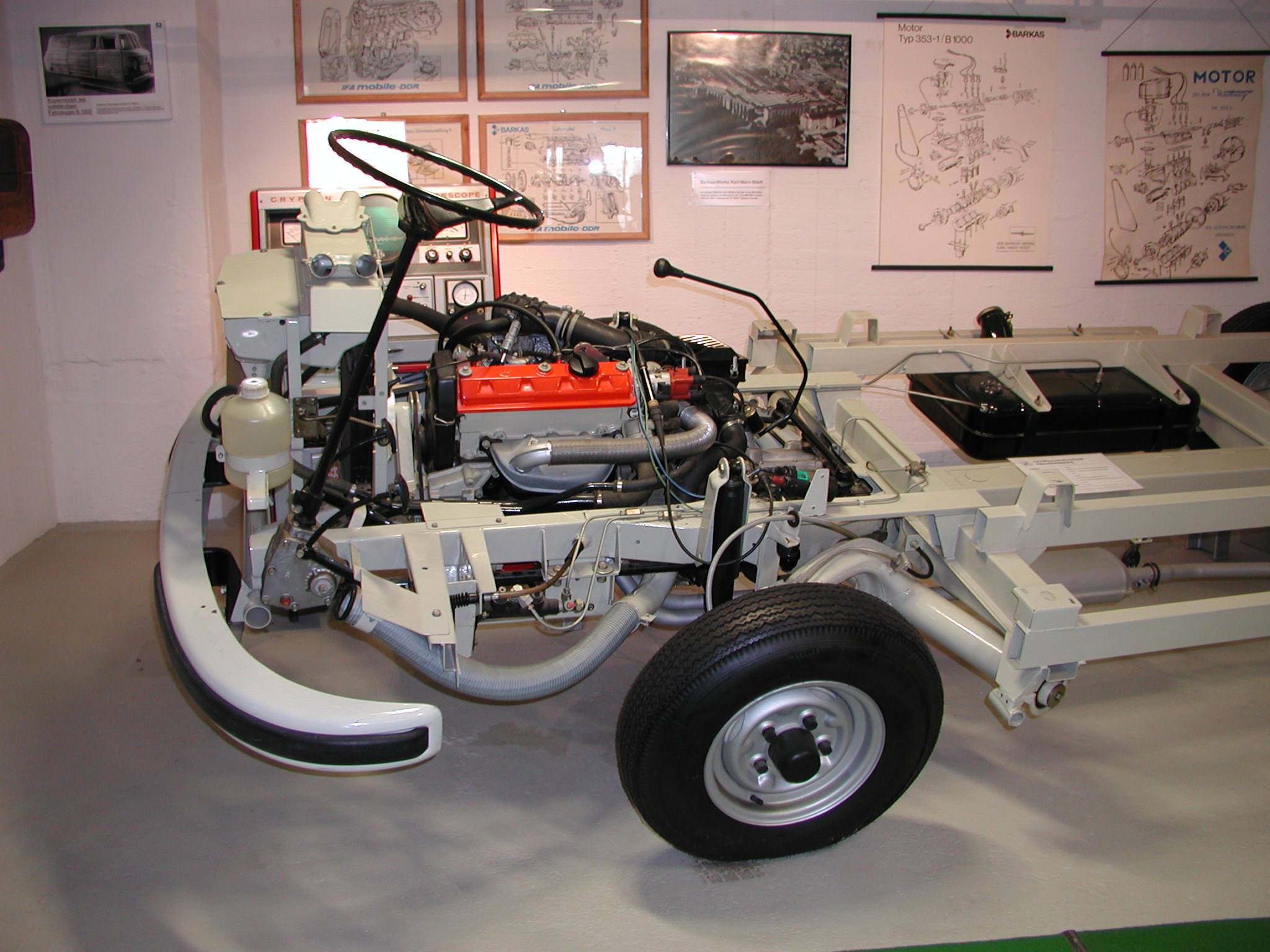
1,3-Liter-Motor BM880[14] im Barkas B 1000-1 (längs)

Nach der Wende wurde die Fertigung in Chemnitz fortgesetzt, 37 % aller VW-EA111 wurden dort hergestellt, 63 % liefen im Werk Salzgitter vom Band. Ab 1995 sollte dieses Verhältnis umgekehrt werden.

## Verwendung

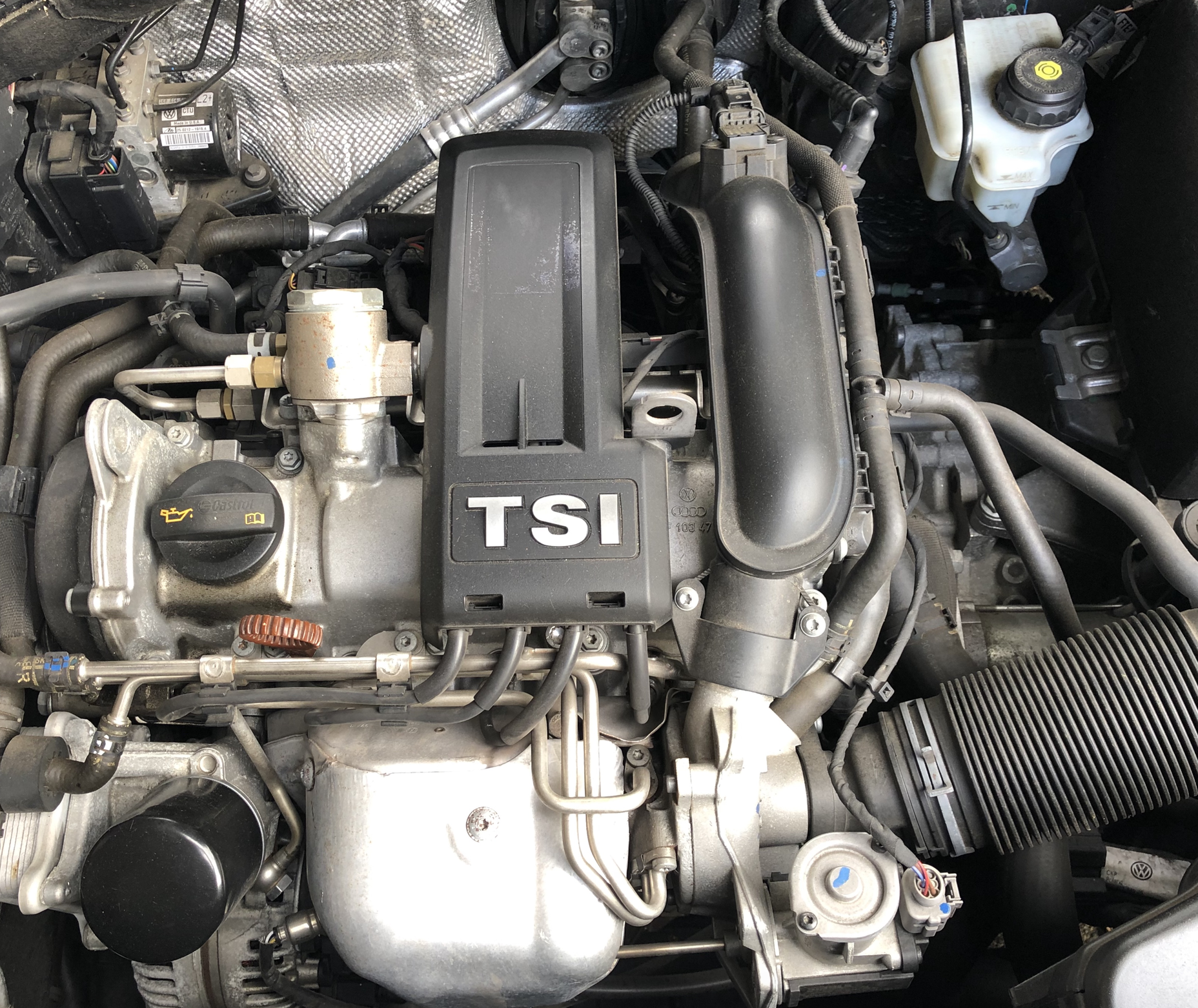
VW EA111 CBZB im Golf VI

Der EA111 kam bis 2015 in folgenden Fahrzeugen der Volkswagen AG zum Einsatz:
- Audi: A1, A2 und A3
- Seat: Alhambra, Altea, Arosa, Cordoba, Ibiza, Inca, Leon und Toledo
- Škoda: Fabia, Felicia, Octavia, Rapid, Roomster, Superb II und Yeti
- VW: Beetle, Bora, Caddy, CC, Eos, Golf, Jetta, New Beetle, Passat, Polo, Scirocco, Sharan, Tiguan, Touran und Vento

Die Leistung betrug zwischen 33 und 136 kW.

## Sonstiges
1984 baute VW versuchsweise einen 1,05-l-EA111-Motor längs in das Heck eines VW Käfers ein, um ihn technisch zu modernisieren. Zur Serienproduktion kam es allerdings nicht; das Fahrzeug ist heute im Automuseum Volkswagen ausgestellt.
2010 wurde bekannt, dass der EA111 in China ohne Lizenz nachgebaut wurde.